# Сакстонс-Рівер (Вермонт)
Сакстонс-Рівер (англ. Saxtons River) — селище (англ. village) в США, в окрузі Віндем штату Вермонт. Населення — 479 осіб (2020).

## Географія
Сакстонс-Рівер розташований за координатами 43°8′22″ пн. ш. 72°30′40″ зх. д. / 43.13944° пн. ш. 72.51111° зх. д. (43.139367, -72.511138).  За даними Бюро перепису населення США в 2010 році селище мало площу 1,26 км², з яких 1,22 км² — суходіл та 0,04 км² — водойми.

## Демографія
Згідно з переписом 2010 року, у селищі мешкало 565 осіб у 210 домогосподарствах у складі 148 родин. Густота населення становила 448 осіб/км².  Було 241 помешкання (191/км²).
Расовий склад населення:
| - 95,0 % — білих - 1,6 % — азіатів - 0,4 % — чорних або афроамериканців |

До двох чи більше рас належало 2,5 %. Частка іспаномовних становила 2,5 % від усіх жителів.
За віковим діапазоном населення розподілялося таким чином: 27,8 % — особи молодші 18 років, 58,7 % — особи у віці 18—64 років, 13,5 % — особи у віці 65 років та старші. Медіана віку мешканця становила 37,6 року. На 100 осіб жіночої статі у селищі припадало 88,3 чоловіків;  на 100 жінок у віці від 18 років та старших — 86,3 чоловіків також старших 18 років.
Середній дохід на одне домашнє господарство  становив 50 064 долари США (медіана — 39 000), а середній дохід на одну сім'ю — 58 552 долари (медіана — 52 083). За межею бідності перебувало 23,8 % осіб, у тому числі 31,2 % дітей у віці до 18 років та 0,0 % осіб у віці 65 років та старших.
Цивільне працевлаштоване населення становило 262 особи. Основні галузі зайнятості: освіта, охорона здоров'я та соціальна допомога — 39,3 %, мистецтво, розваги та відпочинок — 13,4 %, будівництво — 9,9 %, науковці, спеціалісти, менеджери — 8,8 %.